# Korytnica-Kúpele
Pour les articles homonymes, voir Korytnica.
Korytnica Kupele est un lieu-dit de Slovaquie, dans le district de Ružomberok, célèbre pour son eau minérale extrêmement ferreuse (F- : O,71 mg/l), qui porte le même nom.
La bouteille est teintée en orange (comme celles de bière, afin probablement aussi de protéger l'eau d'une oxydation). Le goût métallique rend l'expérience surprenante. Elle est considérée comme bienfaisante pour la santé.
Les anciens spas sont de nos jours abandonnés mais des abris ont été aménagés pour abriter les sources.

## Galerie

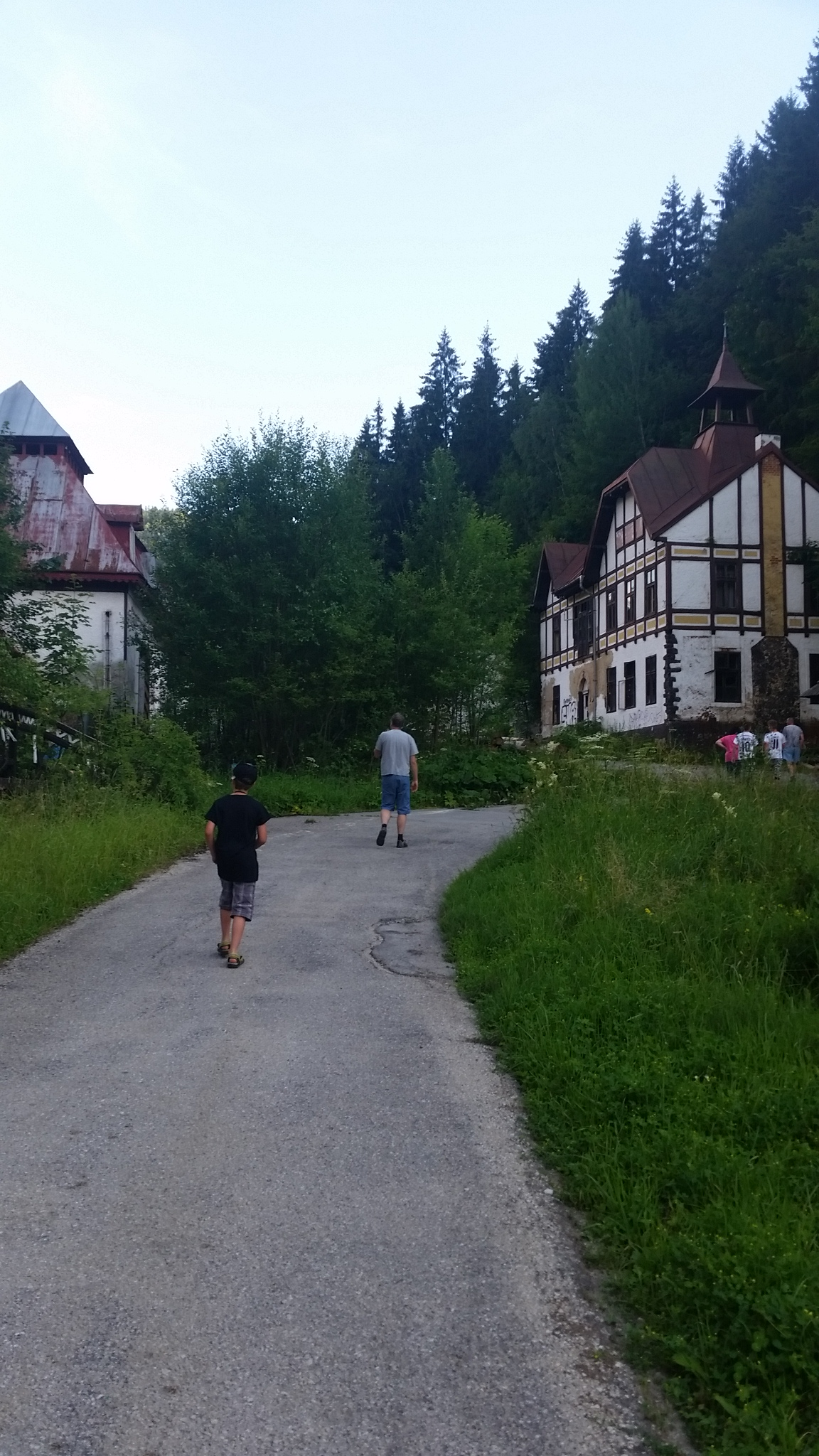
Anciens spas de Korytnica Kupele.
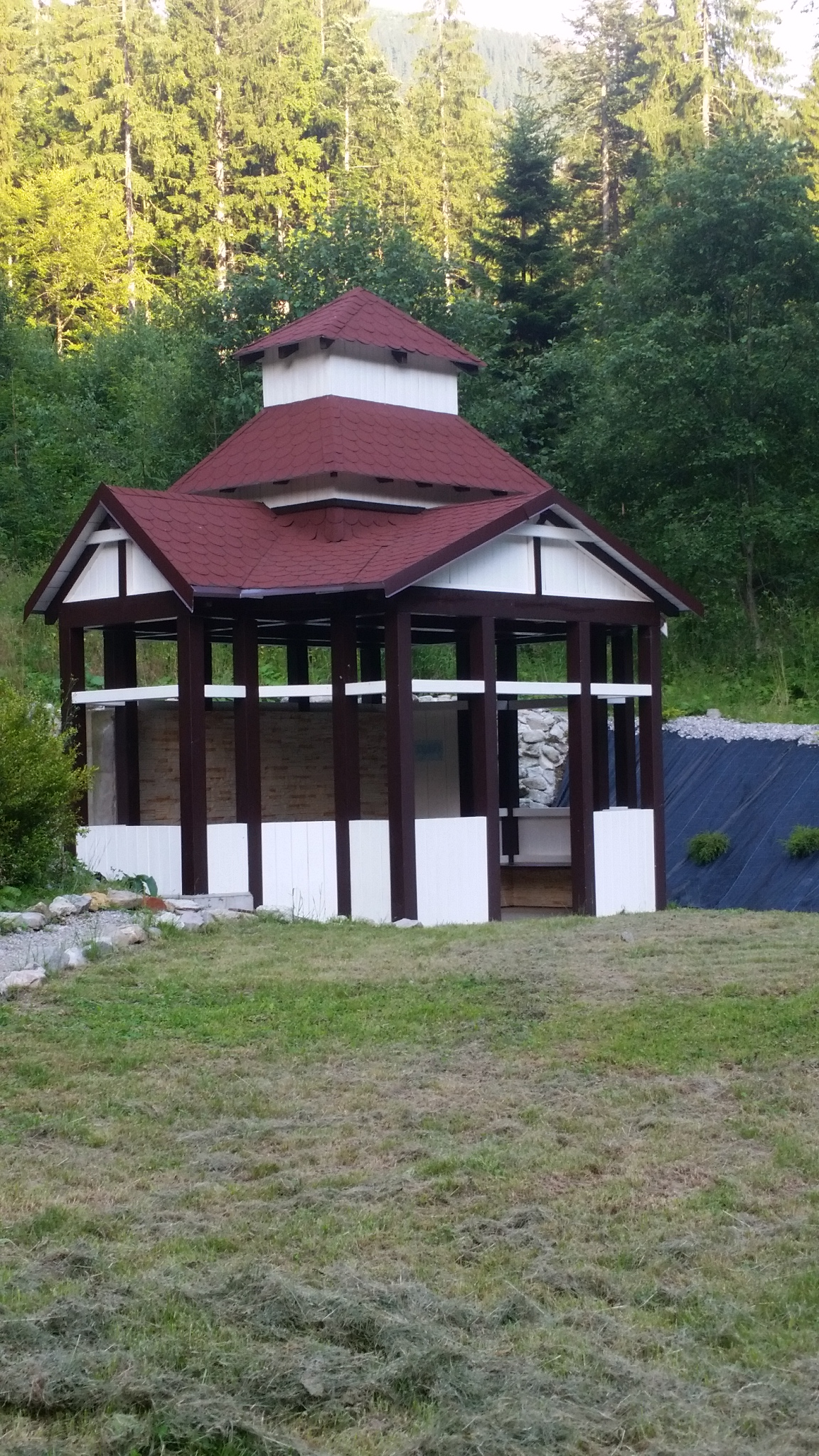
Une des sources de Korytnica Kupele.